# Geodena discinota
Geodena discinota là một loài bướm đêm trong họ Geometridae.